# HD 217107 c
HD 217107 c là một hành tinh ngoài hệ Mặt Trời cách Trái Đất 64 năm ánh sáng, nằm trong chòm sao Song Ngư. Hành tinh này là hành tinh thứ hai được phát hiện quay quanh ngôi sao HD 217107. Giả thuyết về sự tồn tại của HD 217107 c từng được đưa ra vào năm 1998 do độ lệch quỹ đạo của hành tinh bên trong. Điều này được xác nhận vào năm 2005 khi các nghiên cứu về vận tốc xuyên tâm của HD 217107 cho thấy có một thiên thể khác xa hơn và to lớn hơn quay quanh ngôi sao này. Hành tinh có quỹ đạo lệch tâm kéo dài theo thứ tự một thập kỷ.

## Phát hiện và khám phá
Một nghiên cứu về vận tốc xuyên tâm của HD 217107 được thực hiện vào năm 1998 đặt ra nghi vấn về chuyển động của nó dọc theo đường ngắm thay đổi theo chu kỳ 7,1 ngày, cho thấy sự hiện diện của một hành tinh trên quỹ đạo quanh ngôi sao. Hành tinh này được đặt tên là HD 217107 b, nó nặng hơn Sao Mộc một chút, quay  rất gần với ngôi sao mẹ trong một quỹ đạo có độ lệch tâm khá lớn.
Hầu hết các hành tinh có chu kỳ quỹ đạo dưới 10 ngày đều có quỹ đạo gần như tròn, các nhà nghiên cứu khám phá hành tinh này đặt ra giả thuyết rằng quỹ đạo của HD 217107 b có độ lệch cao có thể là do ảnh hưởng của lực hấp dẫn từ hành tinh thứ hai trong hệ thống ở khoảng cách vài đơn vị thiên văn (AU). Hành tinh bí ẩn thứ hai này được xác nhận vào năm 2005 và nó được đặt tên là HD 217107 c.
Các thông số của HD 217107 c lúc ban đầu được biết đến rất hạn chế, hành tinh này có khoảng thời gian quay quanh ngôi sao chính hơn 8 năm, độ lệch tâm cao và khối lượng tối thiểu xấp xỉ hai lần khối lượng của Sao Mộc. Các quan sát liên tục đã giảm thiểu đáng kể các thiếu sót trước đó, các thông số hiện tại được công bố vào năm 2008.